# Fuling, Fujian
Fuling (kinesiska: 富岭) är en köping i sydöstra Kina. Den ligger i Pucheng härad i staden Nanping i provinsen Fujian, omkring 210 kilometer norr om provinshuvudstaden Fuzhou. Antalet invånare är 22 411. Befolkningen består av 10 757 kvinnor och 11 654 män. Barn under 15 år utgör 19,0 %, vuxna 15-64 år 66 %, och äldre över 65 år 14,0 %.